# Opel 1,8 Liter
Der Opel 1,8 Liter war ein PKW-Modell der Adam Opel AG in Rüsselsheim, das von 1931 bis 1933 hergestellt wurde.

## Geschichte und Technik
Der 1,8 Liter wurde 1931 als Nachfolger des 8/40 PS vorgestellt. Der Mittelklassewagen hatte einen kleineren Motor als sein Vorgänger.
Dieser Motor war ein Sechszylinder-Reihenmotor mit 1790 cm³ Hubraum (Bohrung × Hub = 65 mm × 90 mm) und seitlich stehenden Ventilen. Gespeist wurde der Motor von einem einzelnen Solex-Vergaser. Die Leistung lag bei 32 PS (23,5 kW) bei 3200/min. Das maximale Drehmoment von 100 Nm wurde schon bei 1000/min. erreicht.
Die Motorleistung wurde über eine Einscheibentrockenkupplung, ein Dreiganggetriebe und ein Differential an der Hinterachse an die Hinterräder weitergeleitet.
Anfangs erreichte der 1,8 Liter eine Höchstgeschwindigkeit von 85 km/h, aber ab 1933 stieg die Motorleistung auf 33,5 PS (24,6 kW) und die Höchstgeschwindigkeit auf 90 km/h.
Der Pressstahlrahmen bestand aus U-Profilen und die beiden Starrachsen hingen an halbelliptischen Längsblattfedern, die mit hydraulischen Stoßdämpfern versehen waren. Die Trommelbremsen an allen vier Rädern waren seilzugbetätigt.
Den 1,8 Liter gab es in etlichen Karosserievarianten, so als Tourenwagen mit vier Sitzplätzen, zweitüriges Coupé, zweitüriges Cabriolet, zwei- und viertürige Limousinen.
Ab 1932 gab es eine zusätzliche, luxuriösere Variante namens 1,8 Liter Regent. Dieser Name sollte an den nur 1928 hergestellten Luxuswagen Regent erinnern. Technisch entsprach der Regent dem Basismodell des 1,8 Liter mit 32 PS. Dieser Wagen war auch als zweitüriger Roadster, der später inoffiziell Opel Moonlight Roadster genannt wurde, und als viertürige Pullman-Limousine erhältlich. Auch dieser Luxuswagen profitierte von den technischen Änderungen des Jahres 1933.
Ende 1933 wurde die Fertigung des 1,8 Liter nach 32.285 Exemplaren eingestellt. Der Opel 6 war sein Nachfolger.

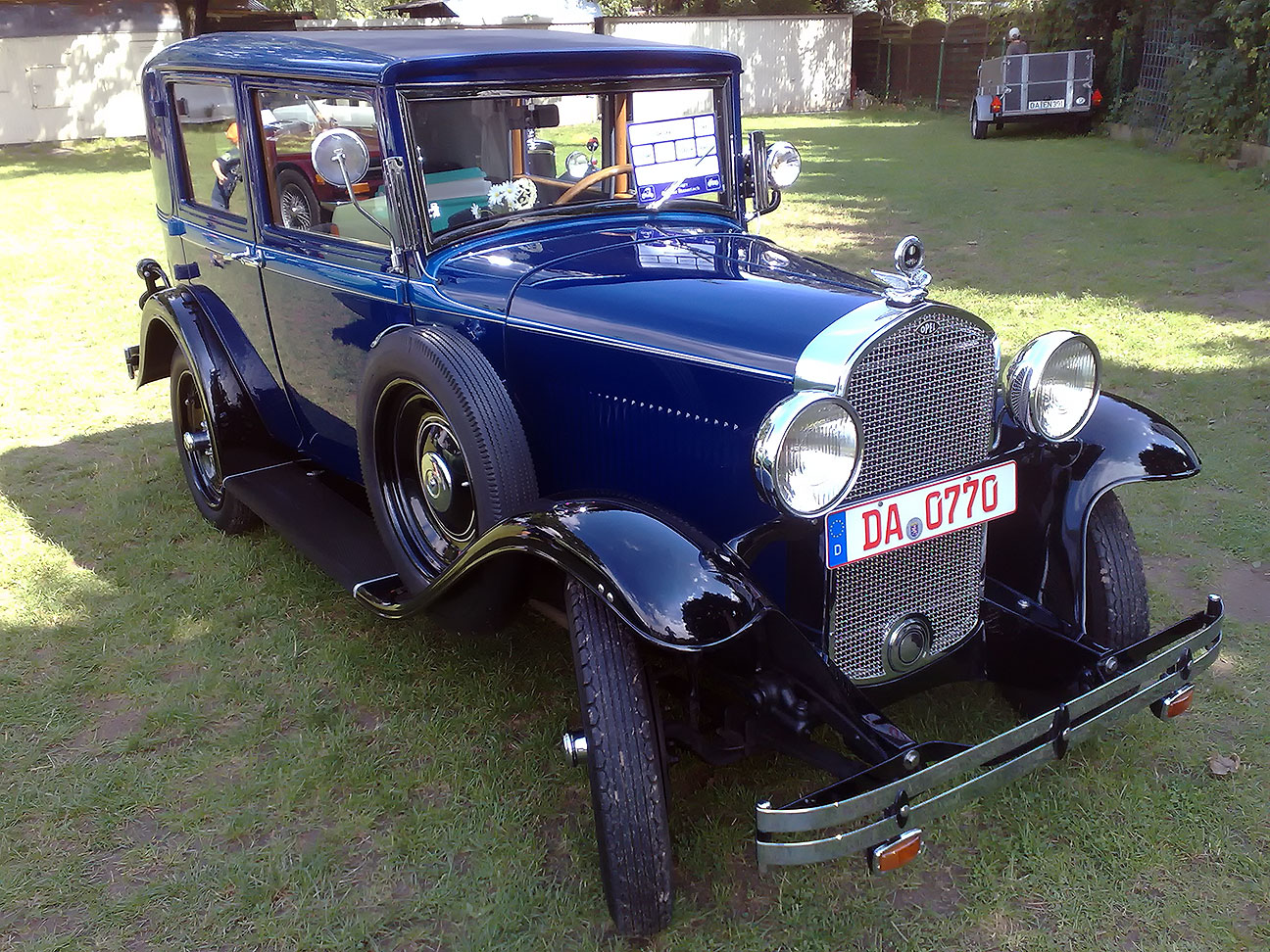
Opel 1,8 Liter (1931)
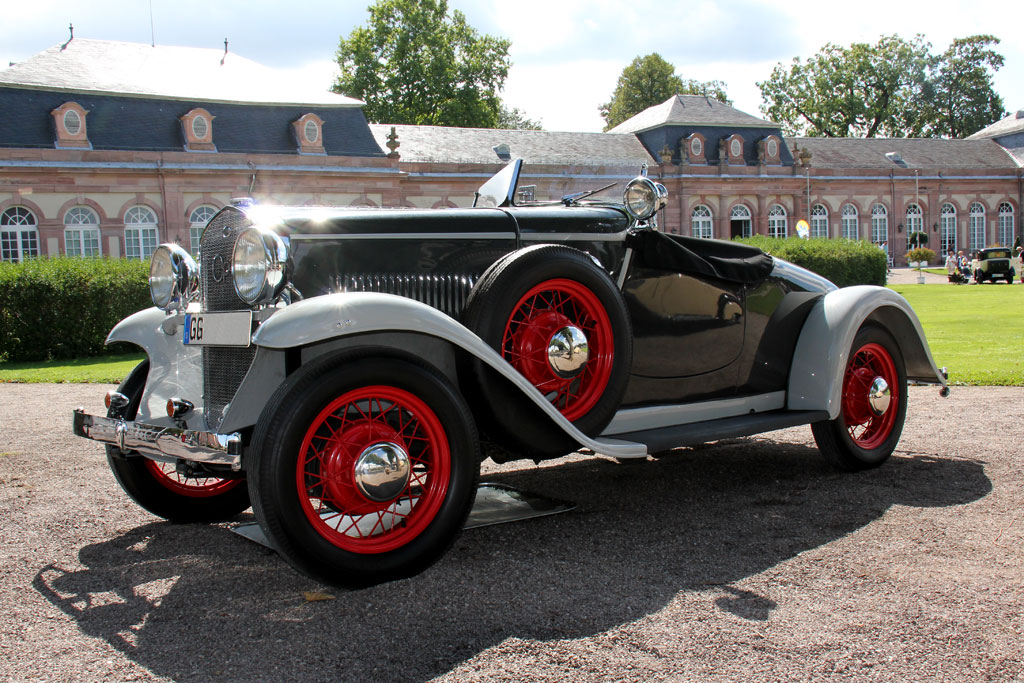
Opel Moonlight Roadster